# Francisco Palóu
Francisco Palóu (ur. 1722 lub 1723 w Palma de Mallorca, zm. 1789), hiszpański franciszkanin, misjonarz, współtwórca organizacji kościoła katolickiego w Kalifornii, Teksasie i Meksyku.

## Życiorys
Palóu urodził się w Palma na Majorce. Tam wstąpił do zakonu franciszkańskiego w 1739. Razem ze swym mistrzem Juníperem Serrą wyruszył do Nowej Hiszpanii. W 1749 dotarli do Veracruz. Pierwszą placówką misjonarza był klasztor w regionie Sierra Gorda w Querétaro (dzisiejszy Meksyk).
Gdy w 1768 wydalono z Hiszpanii jezuitów, zobowiązano Junípero Serrę do zorganizowania misji zastępczej na terenie Półwyspu Kalifornijskiego. Czterdziestopięcioletni Francisco Palóu wraz z innymi franciszkanami został wysłany przez władze prowincji do placówki misyjnej w San Francisco Javier de Viggé-Biaundó. Następnego roku Serra udał się na północ Półwyspu Kalifornijskiego, by zakładać nowe placówki misyjne. Francisco Palóu wybrany został na jego miejsce przełożonym w południowej części meksykańskiej Kalifornii. Gdy w 1773 dominikanie zaczęli zakładać klasztory na tych samych terenach, Palóu przeniósł się na północ, wyznaczając geograficzną strefę wpływów pomiędzy obu zakonami żebrzącymi.
Francisco Palóu uczestniczył w wyprawie, podczas której założono placówkę misyjną w San Francisco. Następnie był przełożonym misji w San Francisco de Asís. Po śmierci Serry Palóu był krótko głównym przełożonym sieci misyjnej w Kalifornii, ale wkrótce powrócił do Meksyku.
Palóu jest znany jako autor biografii Junípero Serry opublikowanej po raz pierwszy w 1787 oraz wielotomowej historii pierwszych misji franciszkańskich w Kalifornii i na Półwyspie Kalifornijskim.

## Wyprawa misyjna i działalność pisarska
W 1774 Francisco Palóu uczestniczył w wyprawie kapitana Rivery nad Zatokę San Francisco. Dnia 4 grudnia odkrywcy wbili krzyż w Point Lobos, z którego widać cieśninę Golden Gate i Ocean Spokojny. Palóu był pierwszym misjonarzem, który dotarł do tego miejsca. Dwa lata później zakonnik powrócił do Lobos z wyprawą porucznika Moragi. Dnia 28 czerwca 1776 odprawiono pierwszą mszę w miejscu, w którym kilka tygodni później założono Mission Dolores. Zakonnik stał na czele misji do roku 1784, kiedy to został wezwany przez Junípero Serrę do Mission San Carlos. Po śmierci Serry Palóu wybrany został przełożonym sieci placówek misyjnych w Kalifornii. W 1785, podupadając na zdrowiu, powrócił do Kolegium św. Ferdynanda w Meksyku, gdzie był aż do śmierci przełożonym. W kolegium spisał żywot bł. Junípero Serry.
Oprócz dzieła opisującego życie Serry, Francisco Palóu napisał czterotomową historię misji franciszkańskich w Kalifornii w latach 1767-1784.